# Eriophorum fellowsii
Eriophorum fellowsii är en halvgräsart som först beskrevs av Merritt Lyndon Fernald, och fick sitt nu gällande namn av M.S.Novos. Eriophorum fellowsii ingår i släktet ängsullssläktet, och familjen halvgräs. Inga underarter finns listade i Catalogue of Life.